# Malden (Waszyngton)
Malden – miasto w Stanach Zjednoczonych, w stanie Waszyngton, w hrabstwie Whitman.